# Calyptrogyne sanblasensis
Calyptrogyne sanblasensis är en enhjärtbladig växtart som beskrevs av Andrew James Henderson. Calyptrogyne sanblasensis ingår i släktet Calyptrogyne och familjen Arecaceae.
Artens utbredningsområde är Panama. Inga underarter finns listade i Catalogue of Life.